# Moscow (equip ciclista)
L'equip Moscow (codi UCI: MOW) va ser un equip ciclista professional rus, que competí de 2009 a 2010. Va tenir categoria continental. No s'ha de confondre amb l'anterior Moscow Stars.

## Principals resultats
- Gran Premi de Moscou: Aleksandr Khatúntsev (2009)
- Bałtyk-Karkonosze Tour: Serguei Kolésnikov (2009)

### A les grans voltes
- Giro d'Itàlia
  - 0 participacions

- Tour de França
  - 0 participacions

- Volta a Espanya
  - 0 participacions

## Classificacions UCI
L'equip participa en les proves dels circuits continentals i principalment en les curses del calendari de l'UCI Europa Tour.
UCI Amèrica Tour
| Temporada | Classificació per equips | Millor ciclista en la classificació individual   |
| --------- | ------------------------ | ------------------------------------------------ |
| 2009      | 46è                      | Andrei Kliúiev (374è)                            |
| 2010      | 26è                      | Serguei Kolésnikov (248è) · Ivan Kovaliov (248è) |

UCI Europa Tour
| Temporada | Classificació per equips | Millor ciclista en la classificació individual |
| --------- | ------------------------ | ---------------------------------------------- |
| 2009      | 49è                      | Serguei Kolésnikov (63è)                       |
| 2010      | 74è                      | Valeri Valinin (303è)                          |